# Six Shooter
Six Shooter ist ein irischer Kurzfilm von Martin McDonagh aus dem Jahr 2004.

## Handlung
Donnellys Frau ist bei einem Unfall gestorben. Er steigt in einen Zug, um nach Hause zu fahren, und setzt sich neben einen Jungen, der ihn in ein Gespräch verwickelt. Als Donnelly aufsteht, spricht der Junge mit einem Ehepaar, dessen Kind den plötzlichen Kindstod gestorben ist. Der Junge verstört das Paar, indem er ihnen die Schuld an dem Tod des Babys gibt. Der Ehemann steht auf und folgt Donnelly, um sich bei ihm über den Jungen zu beklagen. Gleichzeitig spricht der Junge weiter mit der Frau, die so verstört ist, dass sie das Bild des Babys versehentlich zerreißt, als sie aufstehen will. Dies scheint ihr den Rest zu geben, denn sie stürzt sich aus dem Zug in den Tod.
Donnelly kehrt zurück. Der Junge erzählt ihm, dass die Frau gesprungen sei. Auch dem Ehemann erzählt er es, als der zurückkommt. Der Ehemann glaubt ihm nicht und macht sich auf die Suche nach seiner Frau. Donnelly bemerkt das Blut am Zugfenster und zieht die Notbremse. Der Zug hält, die beiden Männer erfahren die schreckliche Wahrheit. Die Polizei nimmt die Suche nach der Leiche auf, der Zug kann weiterfahren. Der Junge winkt den Beamten zu, die daraufhin Verdacht schöpfen und den Zug verfolgen.
Der Junge erzählt Donnelly eine Geschichte über eine explodierende Kuh. Donnelly findet ihn, trotz der Umstände, immer noch sympathisch. Der Zug hält wieder und diesmal schießt der Junge, der für den Tod seiner eigenen Mutter verantwortlich ist, aus dem Zug auf die Polizisten. Der Junge wird von den Polizisten mehrfach getroffen, hat selber jedoch keinen der Beamten getroffen. Der Junge stirbt in Donnellys Armen, der die Waffe des Jungen mit zwei verbliebenen Kugeln an sich nimmt und nach Hause geht.
Zu Hause ist Donnelly bereit, mit der Waffe des Jungen Selbstmord zu begehen. Er will gerade abdrücken, als er sich an das Hauskaninchen seiner Frau erinnert. Er erschießt das Tier, damit es nicht alleine bleiben muss. Wieder will Donnelly gerade abdrücken, als ihm die Waffe herunterfällt und sich der letzte Schuss löst. Donnelly ist frustriert und verflucht den Tag.

## Kritiken
Neil Genzlinger von der New York Times bezeichnete den Film als schwarze, feinsinnige Komödie.

## Auszeichnungen
2006 wurde der Film in der Kategorie Bester Kurzfilm mit dem Oscar ausgezeichnet.
Weitere Preise waren der Zuschauerpreis beim Leuven International Short Film Festival, der British Independent Film Award, eine Auszeichnung beim Cork International Film Festival, der Festivalpreis beim Foyle Film Festival und der Irish Film and Television Award als bester Kurzfilm. Für den IFTA-Award wurde Martin McDonagh zusätzlich als bestes Talent nominiert. Als bester Kurzfilm war er auch für den BAFTA Award nominiert.

## Hintergrund
Der Film hatte seine Premiere am 14. Oktober 2004 beim Cork International Film Festival.
Die Dreharbeiten fanden im irischen Waterford und im County Wicklow statt. Die Crew konnte in einem echten Zug zwischen 8 und 16 Uhr drehen.
Der Dramatiker Martin McDonagh gab mit diesem Film sein Regiedebüt.